# Chrašťany
Chrašťany jsou malá vesnice, část obce Krásný Dvůr v okrese Louny. Nachází se asi 1,5 km na severozápad od Krásného Dvora. V roce 2011 zde trvale žilo 53 obyvatel.
Chrašťany leží v katastrálním území Krásný Dvůr o výměře 25,21 km².

## Historie
První písemná zmínka o vesnici pochází z roku 1318.
Vesnice se nachází na okraji malé velikoveské hnědouhelné pánve. V 19. století se zdejší nekvalitní uhlí těžilo v dole Evžen hraběte Černína. Spolu s jeho dalšími doly u Brodů se v nich těžilo 800 až 1500 tun uhlí ročně.

## Obyvatelstvo
Při sčítání lidu v roce 1921 zde žilo 262 obyvatel (z toho 126 mužů), z nichž bylo osmnáct Čechoslováků a 244 Němců. Až na jednoho evangelíka se hlásili k římskokatolické církvi. Podle sčítání lidu z roku 1930 měla vesnice 219 obyvatel: 59 Čechoslováků a 160 Němců. Kromě římskokatolické většiny zde žilo devět evangelíků, dva členové církve československé, jeden člen nezjišťovaných církví a jeden člověk bez vyznání.
|                                                                           | 1869 | 1880 | 1890 | 1900 | 1910 | 1921 | 1930 | 1950 | 1961 | 1970 | 1980 | 1991 | 2001 | 2011 |
| ------------------------------------------------------------------------- | ---- | ---- | ---- | ---- | ---- | ---- | ---- | ---- | ---- | ---- | ---- | ---- | ---- | ---- |
| Obyvatelé                                                                 | 241  | 270  | 272  | 249  | 232  | 262  | 219  | 117  | 88   | 99   | 75   | 67   | 52   | 53   |
| Domy                                                                      | 28   | 31   | 31   | 34   | 33   | 36   | 40   | 39   | .    | 23   | 20   | 27   | 25   | 26   |
| Počet domů z roku 1961 je zahrnut v celkovém počtu domů obce Krásný Dvůr. |      |      |      |      |      |      |      |      |      |      |      |      |      |      |

## Pamětihodnosti
- Kaplička svaté Apoleny
- Výklenková kaplička se sousoším Piety
- Venkovská usedlost čp. 19